# Вирбешниця
Вирбе́шниця (болг. Върбешница) — село у Врачанській області Болгарії. Входить до складу общини Мездра.

## Населення
За даними перепису населення 2011 року у селі проживали 395 осіб.
Національний склад населення села:
| Національність   | Кількість осіб | Відсоток |
| ---------------- | -------------- | -------- |
| болгари          | 336            | 99,1%    |
| турки            | 0              | 0%       |
| цигани           | 0              | 0%       |
| інша             | 0              | 0%       |
| не визначились   | 3              | 0,9%     |
| Всього відповіли | 339            |          |

Розподіл населення за віком у 2011 році:
Динаміка населення: